# Manfred Schnelldorfer
Manfred Schnelldorfer (München, 2 mei 1943) is een Duits voormalig kunstschaatser. Hij nam deel aan twee Olympische Winterspelen: Squaw Valley 1960 en Innsbruck 1964. Schnelldorfer werd in 1964 zowel wereld- als olympisch kampioen.

## Biografie
De uit München afkomstige Manfred Schnelldorfer werd getraind door zijn ouders, beiden schaatscoach. Hij won zijn eerste Duitse titel, in zijn leeftijdscategorie, toen hij acht jaar oud was. Schnelldorfer bemachtigde acht nationale titels (1956-1961, 1963, 1964) en was van 1960 tot en met 1962 derde en in 1963 en 1964 tweede bij de Europese kampioenschappen. In 1958 werd hij derde op het WK rolschaatsen, en in 1963 herhaalde hij deze prestatie bij het WK kunstschaatsen. Hij werd in 1960 achtste op de Olympische Winterspelen in Squaw Valley en won in 1964 verrassend de gouden olympische medaille. Schnelldorfer versloeg er de favoriet Alain Calmat uit Frankrijk en veroverde als eerste Duitser individueel olympisch goud bij het kunstschaatsen.
Naast zijn sportieve carrière volgde hij vier jaar een studie als architect, maar maakte deze niet af. Van 1974 tot 1981 was hij de eerste nationale kunstschaatscoach in West-Duitsland, eerder was hij matig succesvol als popzanger en filmacteur. Tot 1995 bezat hij tevens enkele sportzaken in zijn geboortedorp. Schnelldorfer woont in München, is gehuwd en heeft twee kinderen.

## Belangrijke resultaten
| Kampioenschap                                                           | 53/54 | 54/55         | 55/56         | 56/57         | 57/58         | 58/59         | 59/60         | 60/61         | 61/62         | 62/63         | 63/64         |
| ----------------------------------------------------------------------- | ----- | ------------- | ------------- | ------------- | ------------- | ------------- | ------------- | ------------- | ------------- | ------------- | ------------- |
| Olympische Spelen                                                       |       |               |               |               |               |               | 8e            |               |               |               | Goud          |
| Wereldkampioenschap                                                     |       |               | t.z.t.        | 11e           | 15e           |               | 7e            | *             | 5e            | Brons         | Goud          |
| Europees kampioenschap                                                  |       | 10e           | 10e           | 7e            | 7e            | 5e            | Brons         | Brons         | Brons         | Zilver        | Zilver        |
| Nationaal kampioenschap                                                 |       | Zilver        | Goud          | Goud          | Goud          | Goud          | Goud          | Goud          |               | Goud          | Goud          |
| NK junioren                                                             | Goud  | geen deelname | geen deelname | geen deelname | geen deelname | geen deelname | geen deelname | geen deelname | geen deelname | geen deelname | geen deelname |
| * WK afgelast naar aanleiding van de vliegtuigcrash te Berg-Kampenhout. |       |               |               |               |               |               |               |               |               |               |               |

t.z.t. = trok zich terug
1908: Ulrich Salchow ·
1920: Gillis Grafström ·
1924: Gillis Grafström ·
1928: Gillis Grafström ·
1932: Karl Schäfer ·
1936: Karl Schäfer ·
1948: Richard Button ·
1952: Richard Button ·
1956: Hayes Alan Jenkins ·
1960: David Jenkins ·
1964: Manfred Schnelldorfer ·
1968: Wolfgang Schwarz ·
1972: Ondrej Nepela ·
1976: John Curry ·
1980: Robin Cousins ·
1984: Scott Hamilton ·
1988: Brian Boitano ·
1992: Viktor Petrenko ·
1994: Aleksej Oermanov ·
1998: Ilja Koelik ·
2002: Aleksej Jagoedin ·
2006: Jevgeni Pljoesjtsjenko ·
2010: Evan Lysacek ·
2014: Yuzuru Hanyu ·
2018: Yuzuru Hanyu ·
2022: Nathan Chen
- Gemeinsame Normdatei: 1021397091
- International Standard Name Identifier: 0000 0003 6986 4475
- MusicBrainz: 10132288-2986-48de-9d23-bda6b3ddafa0
- Virtual International Authority File: 244824493
- WorldCat: E39PBJq6RyFFk9RDTMqmwqq84q